# Tee Corinne
Tee A. Corinne (* 3. November 1943 in St. Petersburg, Florida als Linda Tee Cutchin; † 27. August 2006 in Oregon) war eine US-amerikanische Fotografin, Künstlerin, Schriftstellerin, Feminismus- und LGBT-Aktivistin.

## Leben
Corinne wurde 1943 in St. Petersburg, Florida geboren und wuchs im Süden der Vereinigten Staaten und auf den Bahamas auf. Nach ihrer Schulzeit studierte Corinne am Newcomb College der Tulane University, am St. Petersburg Junior College, wo sie 1964 einen Abschluss als Associate of Arts erreichte und an der University of South Florida, wo ihr der Bachelor gelang und danach am Pratt Institut, wo sie den Master schaffte.
Corinne begann ab Mitte der 1960er schriftstellerisch tätig zu werden und eigene Fotografien auszustellen. Sie war Mitorganisator von Feminist Photography Ovulars (1979–1981) und Mitgründerin von The Blatant Image, A Magazine of Feminist Photography (1981–1983).
Des Weiteren schrieb Corinne einen Roman, drei Sammlungen von Kurzgeschichten, vier Bücher mit Poesie sowie weitere kleinere Publikationen. Ihre Medienausstellung Family war Gegenstand des Videointerviews von Jane Scott Productions. Werke von Corinne wurden unter anderem veröffentlicht in Lesbian Subjects, Feminist Studies, Gallerie: Women's Art, The Advocate, Philadelphia Gay News, The Lesbian Inciter, I Am My Lover (Erstausgabe 1979) und in Femalia. Corinne schrieb Artikel zur Kunst in verschiedenen Publikationen und war ab 1987 Kolumnistin für Feminist Bookstore News, Mitgründerin von Gay & Lesbian Caucus sowie von Women's Caucus für Art Lesbian & Bisexual Caucus.
Corinne war sieben Jahre verheiratet und lebte nach der Scheidung in den folgenden 25 Jahren in Lebensbeziehungen mit Frauen.

## Auszeichnungen und Ehrungen (Auswahl)
1990 wurde sie als Herausgeberin von Intricate Passions mit dem Lambda Literary Award ausgezeichnet. 1991 wurde sie von Lambda Book Report zu einer der fünf bedeutendsten einflussreichsten LGBT-Personen des Jahrzehnts gewählt. 1997 erhielt Corinne den Women's Caucus for Art President Award für ihre Dienste an Frauen in der Kunst.

## Werke (Auswahl)
- The Cunt Coloring Book, San Francisco: Pearlchild, 1975; San Francisco: Last Gasp, 1988; ebenso publiziert unter Labiaflowers, Tallahassee, FL: Naiad Press, 1981
- Courting Pleasure, Austin: Banned Books, 1994
- Family: About Growing Up In An Alcoholic Family, North Vancouver, BC: Gallery, 1990
- Lesbian Muse: The Women Behind the Words, Portland, OR: Chance Publications, 1989
- The Sex Lives of Daffodils: Growing Up As An Artist Who Also Writes, Wolf Creek, OR: Pearlchild 1994, 1997
- Twenty-Two Years, 1970–1992, Wolf Creek, OR: Pearlchild, 1992
- Wild Lesbian Roses: Essays on Art, Rural Living, and Creativity, 1986–1995, Wolf Creek, OR, Pearlchild, 1997
- Yantras of Womanlove, Tallahassee, FL: Naiad Press, 1982
- The Little Houses on Women’s Land, 2002
- Drawing as a Problem-Solving Activity, 2002